# Sicherungsbereich
Sicherungsbereich wird bei Gefahrenmeldeanlagen der zu überwachende Bereich genannt.
Der Begriff Sicherungsbereich ist bei Einbruchmeldeanlagen und Brandmeldeanlagen in Details unterschiedlich.

## Brandmeldeanlagen
Der Sicherungsbereich ist in Meldebereiche und Alarmierungsbereiche zu unterteilen.
Sicherungsbereiche müssen vollständig überwacht werden, d. h. alle Räume (mit wenigen Ausnahmen) und deren Teilbereiche (z. B. Zwischendecken und Doppelböden, Kammern, Schächte) müssen mit automatischen Brandmeldern ausgestattet sein.

## Einbruchmeldeanlagen
Sicherungsbereiche müssen nicht vollständig überwacht werden, je nach Anforderung genügt die Außenhautüberwachung, schwerpunktmäßige Überwachung, fallenmäßige Überwachung oder Kombinationen dieser Überwachungsarten. Ein scharfgeschalteter Sicherungsbereich einer Einbruchmeldeanlage kann nicht betreten werden, ohne dass ein Alarm ausgelöst wird. Eine Einbruchmeldeanlage kann in mehrere Sicherungsbereiche unterteilt sein.
Bei Einbruchmeldeanlagen unterscheidet man zwischen geschlossenen und offenen Sicherungsbereichen.
- Geschlossener Sicherungsbereich: Die Örtlichkeiten, in denen sich die zu überwachenden Sachen befinden sind abgeschlossene Gebäude, Teilbereiche von Gebäuden oder abgegrenzte Räume.
- Offener Sicherungsbereich: Objekte, Freigelände, Teilbereiche von Räumen, die überwacht werden sollen, jedoch als nicht abgeschlossen betrachtet werden, da der Zugang auch für nicht berechtigte Personen möglich ist.